# Nhạc rock Ba Lan
Nhạc rock Ba Lan đề cập đến quá trình phát triển của dòng nhạc rock ở Ba Lan.

## Những năm 1960
Sau kỷ nguyên của"big-bit"(phong cách rock'n'roll đơn giản của Ba Lan), một trong những người tiên phong đầu tiên của nhạc rock Ba Lan là Tadeusz Nalepa, một ca sĩ, guitarist và nhạc sĩ bắt đầu sự nghiệp chơi nhạc pop trong ban nhạc của mình - Blackout, trước khi chuyển sang nhạc blues và đổi tên ban nhạc thành Breakout vào năm 1968. Tác phẩm đầu tay của họ -"Na Drugim brzegu tęczy", thường được gọi là"album nhạc rock đầu tiên của Ba Lan trong lịch sử".
Các nghệ sĩ quan trọng của"kỷ nguyên lớn"bao gồm: Czerwone Gitary, Niebiesko-Czarni, Czerwono-Czarni, Trubadurzy, Karin Stanek.

## Những năm 1970
Trong những năm 1970, do áp lực chính trị và kiểm duyệt, có rất ít ban nhạc có thể đạt được thành công hoặc trình độ nghệ thuật tốt.
Các nghệ sĩ đáng kể của thập niên 1970 bao gồm: Niemen, Budka Suflera, SBB, Marek Grechuta (nghệ sĩ bên rìa đá, thường không thuộc thể loại đó), Skaldowie. Breakout thu âm và phát hành album thành công nhất của họ, Blues vào năm 1971.

## Những năm 1980
1982 - khởi đầu"sự bùng nổ của rock"ở Ba Lan - ra mắt hoặc thành công đầu tiên của nhiều ban nhạc quan trọng. Vào ngày 24.04.1982, lần đầu tiên phát sóng Lista Przebojów Programu Trzeciego, bảng xếp hạng dựa trên lượt bỏ phiếu giúp quảng bá nhiều ban nhạc rock. Các nghệ sĩ underground đã được quảng bá tại Rozgłośnia Harcinka.
1987-1990 - khủng hoảng nhạc rock, nhiều nghệ sĩ di cư, các ban nhạc đã chia tay, chia tách hoặc bị đình chỉ. Trong khi đó, có làn sóng thứ hai của đá Ba Lan được gọi là Krajowa Scena Młodzieżowa (Sztywny Pal Azji, Chłopcy z Placu Broni, Róże Europy, Kobranocka, Tilt, Mr Z'OOB, Rezerwat), nhưng với thị trường nhỏ hoặc mang đậm tính nghệ thuật.

### Những nghệ sĩ đáng kể của thập niên 1980
- Thị trường chính thức:"BỐN TUYỆT VỜI": Perfect, Republika, Lady Pank, Maanam. Khác: Oddział Zamknięty, Lombard, TSA, Bajm (hầu hết trong số họ vẫn hoạt động và phổ biến trong những năm 2000)
- Underground: Kult, Dezerter, Brygada Kryzys, Klaus Mitffoch, Dżem, T.Love Alternative, Turbo, Aya RL, Izrael, Daab, Kat, Lessdress (ra mắt năm 1989)

## Những năm 1990
1992-1995 - sự bùng nổ thứ hai của nhạc rock Ba Lan, nhiều giọng ca nữ
Từ năm 1997 đến giữa những năm 2000, nhạc rock Ba Lan"trở nên underground"do không được chơi trên các phương tiện thương mại lớn nhất, mặc dù có nhiều thành công về nghệ thuật hoặc sự chú ý của nhiều người hâm mộ.
Những nghệ sĩ quan trọng của thập niên 1990: Wilki, Myslovitz, Acid Uống rượu, Homo Twist, Vader, Voo Voo, Armia, Sweet noise, Kazik / Kazik Na Zywo, Ira
Nghệ sĩ Rock nữ: Hey, Edyta Bartosiewicz, Kasia Kowalska, ONA, Closterkeller
Gặt hái thành công mới: Kult, Dżem, T.Love (sau khi thay đổi phong cách từ punk sang rock rút ngắn tên từ T.Love Alternative)
Tái hợp và tìm cách thu hút người hâm mộ mới: Perfect, Republika, Lady Pank, Maanam

## Những năm 2000
Những nghệ sĩ đáng kể của thập niên 2000: Myslovitz, Kult, Hey, Dżem, Wilki, Cool Kids of Death, Coma, Lao Che, Pogodno, Ścianka, Vader, Behemoth, Voo Voo, Lech Janerka, Strachy na Lachy, Krachz, Darek Pietrzak, Acid Drinkers and Riverside.
Ba Lan có một giới hoạt động theo phong cách Extreme Metal hoạt động ngầm. Một số trong những ban nhạc đã đi trước và tạo bước phát triển mới là Vader, Behemoth, Yattering, Decapitated và Lux Occulta. Điều này đã mở đường cho một phong trào underground lớn. Một trong những hãng thu âm Death Metal lớn nhất ở Ba Lan là Metal Mind Records.